# Stazione di Traiano
La stazione di Traiano è una stazione ferroviaria di Napoli, posta sulla ferrovia Circumflegrea gestita dall’Ente Autonomo Volturno.
È ubicata in via de Civitate Dei, possiede una rampa che la collega alla sottostante via Saverio Simonetti, nel quartiere Soccavo, e prende il nome dal  Rione Traiano, il rione più vicino alla stazione.

## Strutture e impianti
La stazione, in superficie, possiede due binari di cui solo uno è utilizzato (il raddoppio della linea è in fase di costruzione). Presenta inoltre un ascensore e un sovrappassaggio che collega non solo i due binari ma anche le uscite della stazione (quella di via De Civitate Dei, nel rione di Soccavo e quella di via Simonetti, nel Rione Traiano); è fornita inoltre di scale e biglietteria.
La stazione fu ristrutturata nel 2005 dall'architetto Nicola Pagliara, sostituendo il precedente edificio con uno nuovo.

## Movimento
Il traffico passeggeri è modesto, ed incentrato nelle ore di punta e soprattutto in direzione Montesanto.